# Kalíšek na vejce

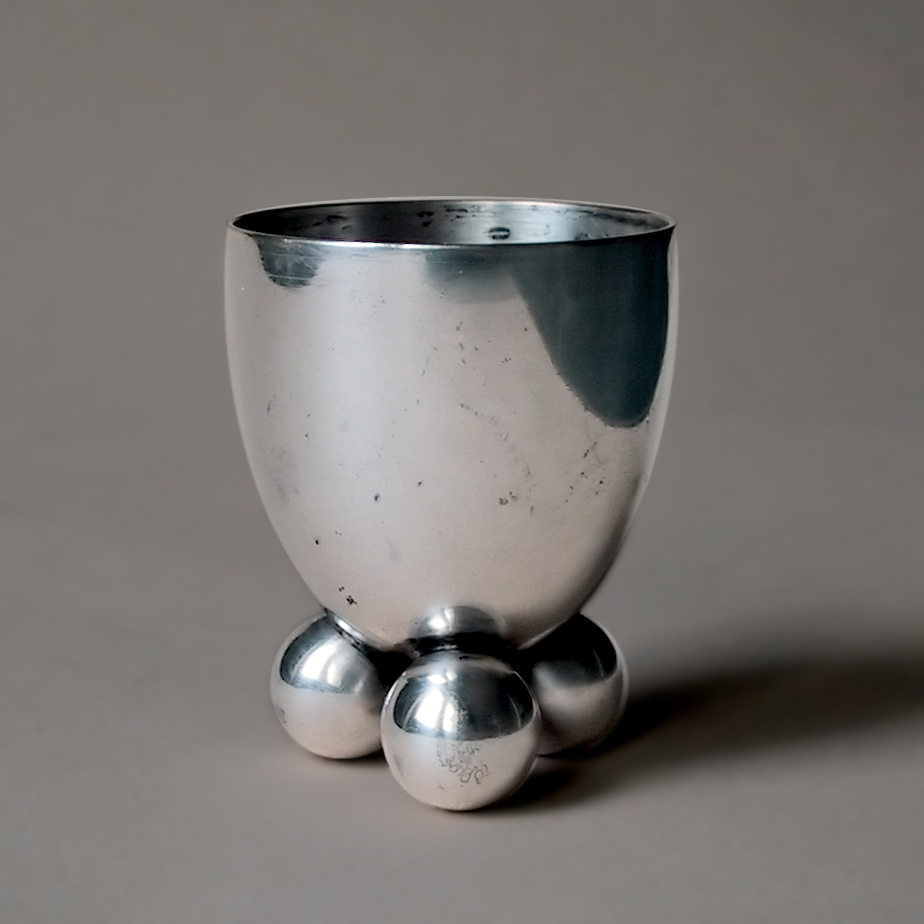
Kalíšek na vejce datovaný do 20. nebo 30. let 20. století

Kalíšek na vejce je navržen tak, aby se vařená vejce neodkutálela při jejich konzumaci. Kalíšky na vejce, které jsou běžnou součástí snídaňového nádobí, byly po dlouhou dobu luxusním artiklem a znakem sofistikovaného stolování.

## Historie

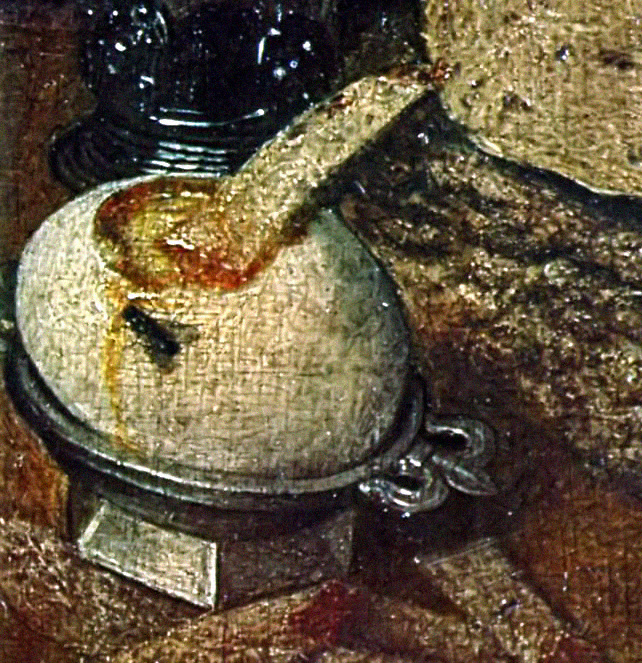
Georg Flegel: Zátiší s karafiáty. c. 1630

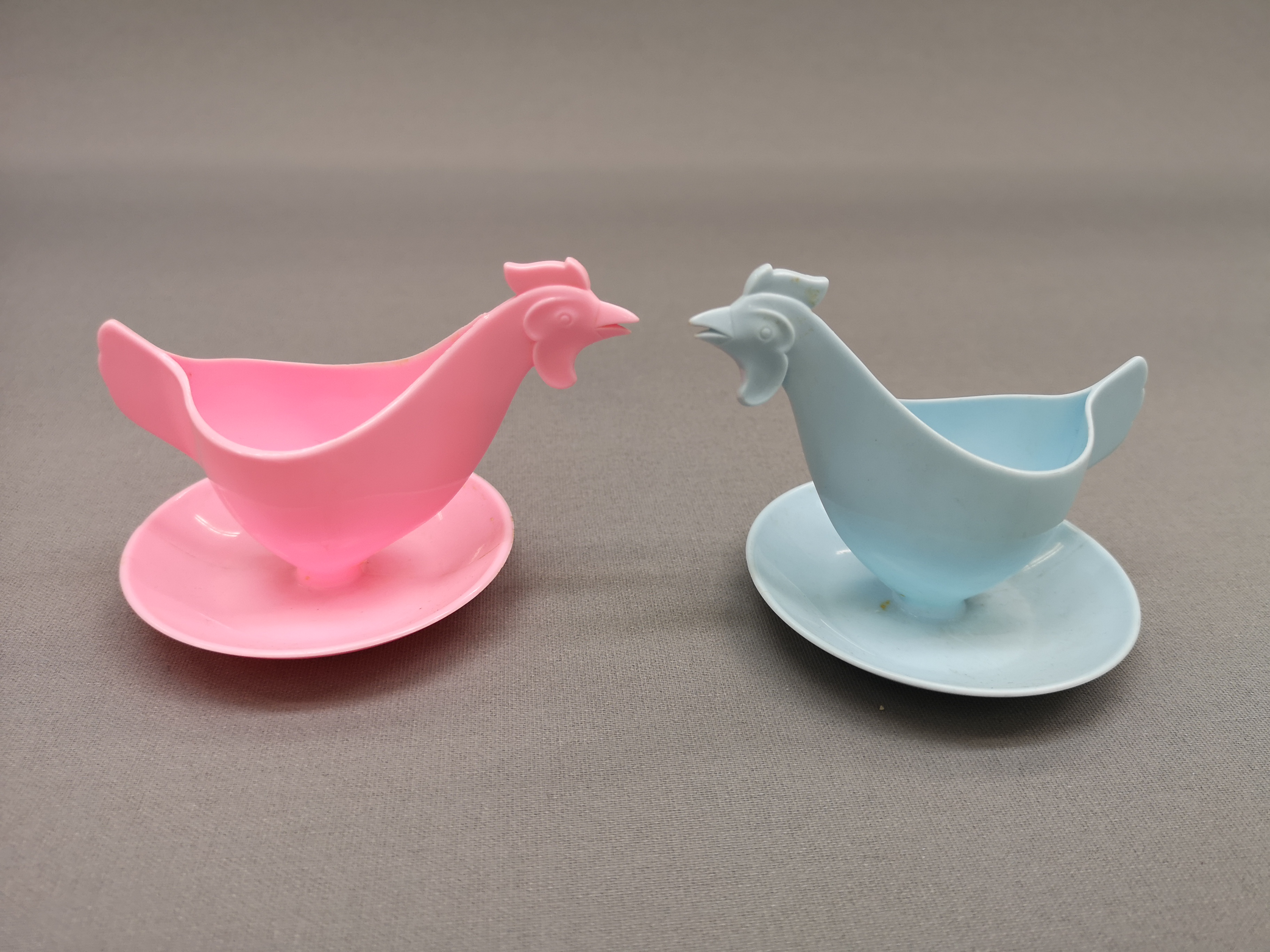
Kalíšek na vejce v podobě slepice, NDR

Dějiny používání kalíšků na vejce sahají hluboko do historie. Kalíšky patřící mínojské kultuře byly objeveny v paláci v Knóssu na Krétě. Tyto kalíšky jsou datovány do doby bronzové, přibližně do 18. století př. n. l.
Důkazy o používání kalíšků na vejce jsou doložené i z doby Římské říše. Mozaika z Antiochie, datovaná do roku 40 př. n. l., mj. zobrazuje pokrm s vejci umístěnými v kelímcích a s lžičkami na vejce. Dalším důkazem o používání tohoto druhu nádobí v daném období je nález stříbrného kalíšku na vejce se lžičkou z Pompejí.
Po nějakou dobu zřejmě zapomenuté kalíšky na vejce se v aristokratických kruzích staly opět módními v 16. století. Kresba datovaná do tohoto období znázorňuje kalíšek s nápisem per ova (na vejce). Brzy poté se rozšířily na evropských panovnických dvorech. Jednalo se o propracované nádoby ze stříbra, zlata a polodrahokamů. V těchto kalíšcích bylo vejce uloženo svisle, špičkou nahoru. Nebylo tomu tak však vždy. Na malbě Georga Flegela ze 17. století je vidět plechová miska s nožičkami, ve které leží vejce vodorovně s proužkem chleba nahoře, který zřejmě plnil funkci lžičky na vejce.
V roce 1727 francouzský král Ludvík XV. doplnil svůj zlatý servis kalíšky na vejce s propracovanou výzdobou. Tyto cenné kalíšky na vejce vyráběné zlatníky, byly běžně používány jako dary při příležitosti křtin, podobně jako lžičky na vajíčka.
Od doby, kdy se v Evropě začal vyrábět porcelán, který byl zpočátku velmi drahý a byl tak znakem luxusu, se začaly z tohoto materiálu vyrábět i kalíšky na vejce. Od polovina 18. století jej vyráběly Míšeňská manufaktura, Porcelánka Frankenthal a Porcelánka Höchster. Na konci 18. století následovala manufaktura Villeroy & Boch. Až o sto let později se přidala i Královská porcelánka v Berlíně. Od doby, kdy se porcelán stal běžným průmyslově vyráběným materiálem, již nejsou porcelánové kalíšky na vejce luxusním zbožím, a staly se běžnou součástí moderních sad nádobí.
V NDR se v 70. letech 20. století rozšířily barevné plastové kalíšky na vajíčka ve tvaru slepic. Výrobcem těchto kalíšků byla firma Sonja Plastic. Původně se tyto kalíšky vyráběly v bílé, pastelově žluté a pastelově modré barvě, ale později byly přidány i další barvy.